# Péninsule Beethoven

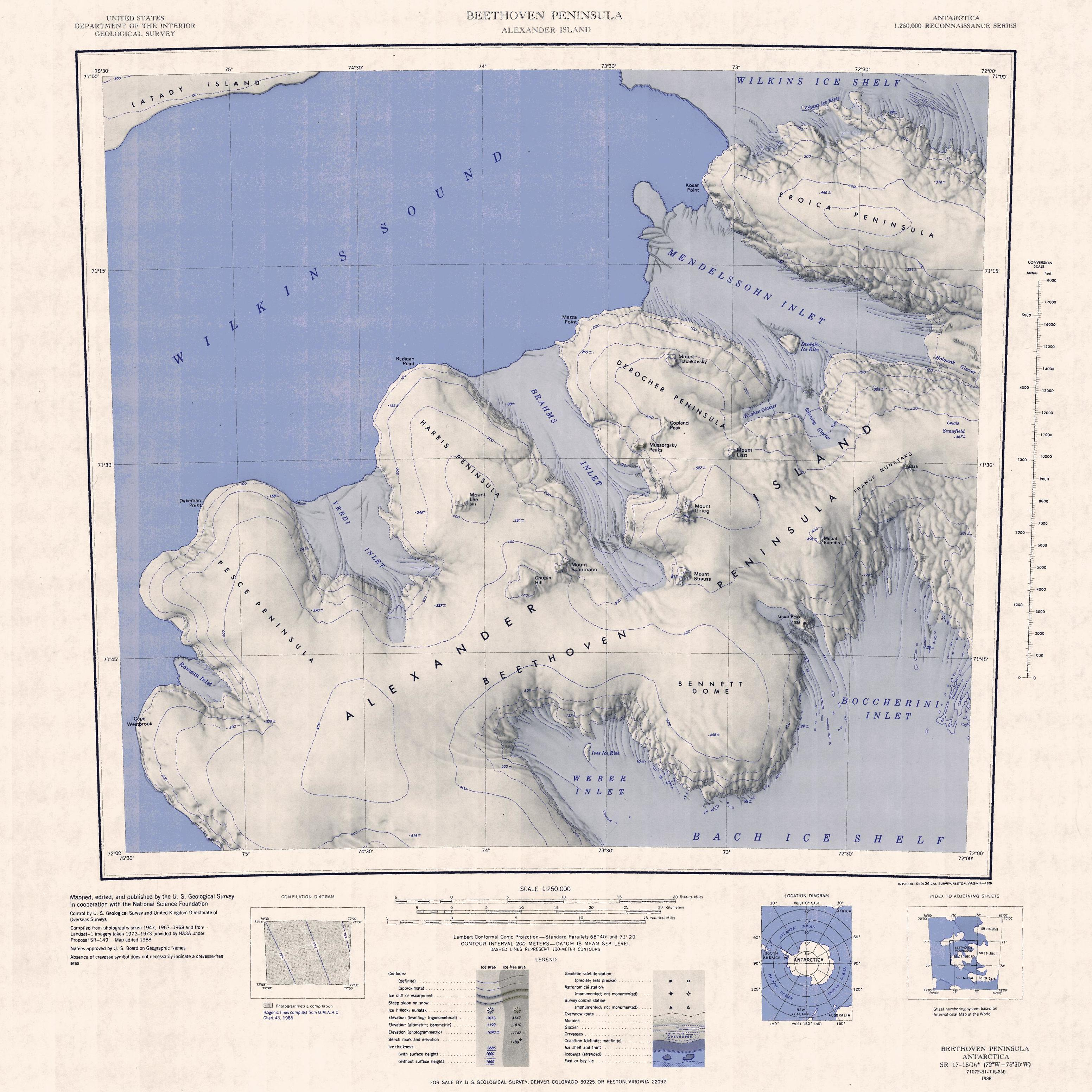
Topographie au 1:250,000 de la péninsule Beethoven.

La péninsule Beethoven est une péninsule couverte de glace, dans la partie Sud-Ouest de la péninsule Antarctique, d'une longueur de 100 km en direction Nord-Ouest-Sud-Est, et d'une largeur pouvant atteindre 100 km. Il s'agit d'une des huit péninsules de l' île Alexandre-Ier. 
Cette partie de la péninsule Antarctique est cartographiée sommairement par l'United States Antarctic Program en 1940, mais ce point n'est pas alors clairement identifié. Elle est nettement identifiée à partir de photographies aériennes prises dans le cadre de l'expédition Ronne (1947–1948) pour le British Antarctic Survey, puis par Derek Searle en 1960. 
Elle est référencée par l'UK Antarctic Place-Names Committee et nommée en hommage au compositeur Ludwig van Beethoven.